# FC Ultramarina
El Futebol Clube Ultramarina es un equipo de la ciudad de Tarrafal de São Nicolau en la isla São Nicolau, Cabo Verde, que juega en el campeonato caboverdiano de fútbol y en el campeonato regional de São Nicolau.

## Historia
Fue fundado el 28 de agosto de 1965, y el nombre proviene de la empresa Sociedade Ultramarina de Conservas (SUCLA), empresa creada en 1935 y que tiene su sede en la ciudad.

## Rivalidad
Su máximo rival es el Sport Club Atlético de la localidad de Ribeira Brava, capital de la isla. Esta rivalidad comenzaría en la década de 1990 y ambos conjuntos disputan el conocido como derbi de São Nicolau.

## Estadio
El Futebol Clube Ultramarina juega en el estadio Orlando Rodrigues, el cual comparte con el resto de equipos del municipio de Tarrafal de São Nicolau.
Antes de la construcción del actual estadio, estuvo utilizando el estadio Dideus de Ribeira Brava que dista a 56 kilómetros.

## Palmarés

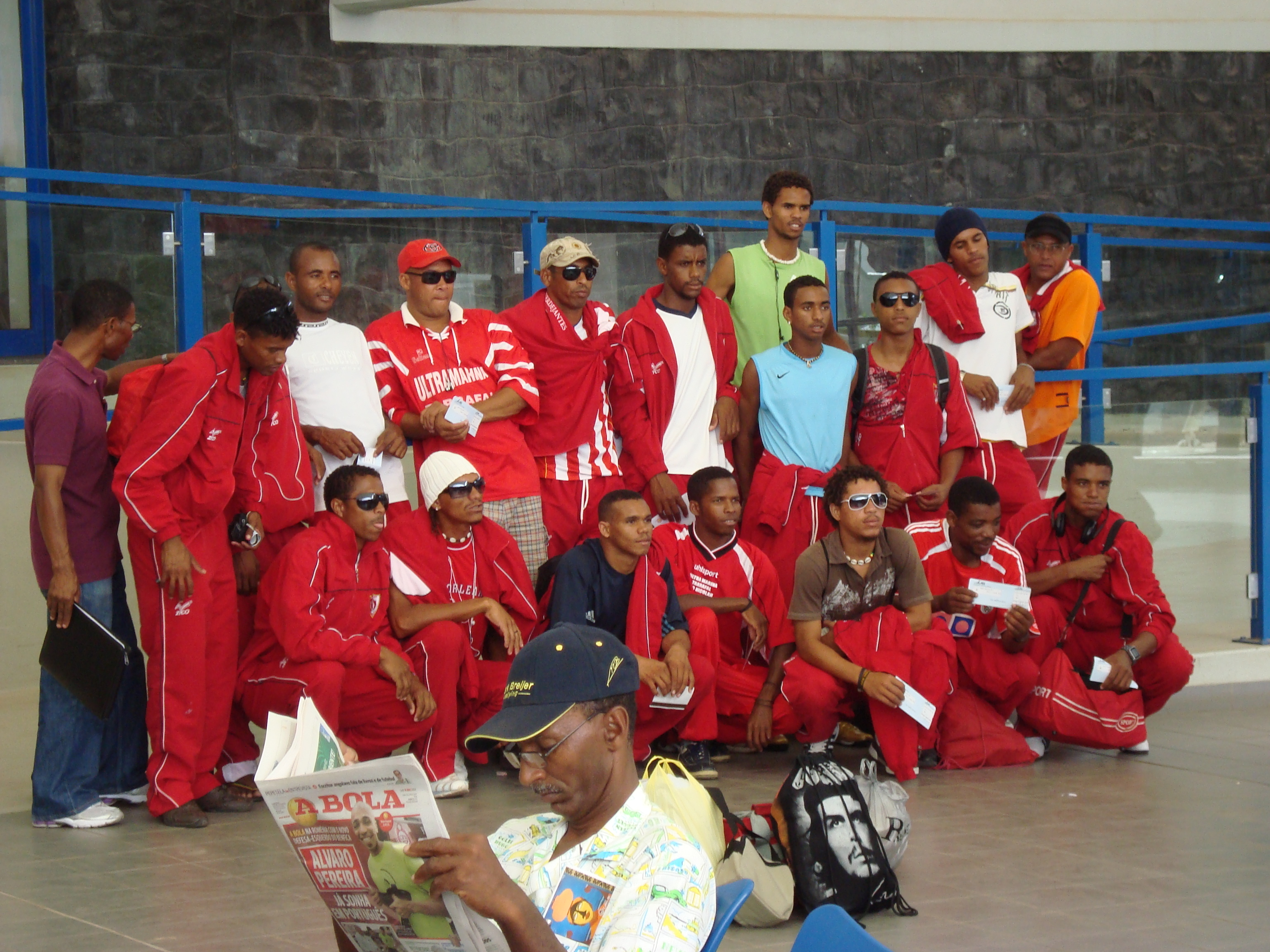
Plantilla de 2009 en el aeropuerto de Praia

- Campeonato regional de São Nicolau: 11

1995-96, 1998-99, 2000-01, 2002-03, 2003-04, 2005-06, 2006-07, 2008-09, 2010-11, 2012-13, 2014-15 y 2016-17
- Copa São Nicolau: 2

2014, 2017
- Copa São Nicolau: 1

2013
- Torneo de Apertura: 3

2002, 2011, 2014